# Béla (sertés)
Béla (Bihartorda, 2005. december – Kenderes, 2014. március 3.) magyar lapály kan házi sertés, Magyarország legnagyobb disznója volt.
2005 decemberében született; 241 cm hosszú és 129 cm magas; súlya 600 kilogramm. Gazdája, Szpisják Imre mint tenyészkant vásárolta meg 2008-ban a Módos-féle kanelőállító lapálytenyészetből. Számtalan mezőgazdasági kiállításon szerepelt, többek között az Országos Mezőgazdasági és Élelmiszeripari Kiállításon és a hódmezővásárhelyi Alföldi Állattenyésztési és Mezőgazda Napokon, több serleget és díjat is nyert.
Az ország legnagyobb disznójaként tartották számon; súlya évente mintegy negyven kilóval gyarapodott. Ivartalanítása után indult számottevőbb hízásnak. Naponta három kiló takarmányból kevertek számára moslékot. 2011-ben 560, 2012 májusában 590, míg 2013 áprilisában 600 kilót nyomott. Mivel hatalmas súlya miatt már csak szenvedett volna, a sertést 2014-ben levágták. A perzselésben Fazekas Sándor vidékfejlesztési miniszter is segédkezett.